# Ibzan
Ibzan (hebräisch אִבְצָן, auch: Ibzahn) ist eine Figur des Alten Testaments. Er wird im Buch der Richter beschrieben. Er wirkte im Nordosten von Israel, wobei man vermutet, dass er in der Stadt Bethlehem (Galiläa) geboren wurde (Ri 12,8 ).
Seine Amtszeit dauerte insgesamt 7 Jahre. Zeit seines Lebens zeugte er 30 Söhne und 30 Töchter. Seine 30 Töchter schickte er weg, um sie zu verheiraten und für seine 30 Söhne suchte er wiederum 30 Frauen von auswärts.
Sein Nachfolger war Elon, der Sebuloniter. Nach seinem Tode wurde er in Bethlehem begraben.
| Vorgänger | Amt     | Nachfolger |
| --------- | ------- | ---------- |
| Jiftach   | Richter | Elon       |